# Бобрас, Пётр
Пётр Бобрас (пол. Piotr Bobras; род. 9 сентября 1977, Белосток) — польский шахматист, гроссмейстер (2005).

## Карьера
В 1994 и 1995 годах Пётр Бобрас был призёром в Национальном чемпионате по шахматам среди юниоров до 18 лет. В 1996 году дебютировал в финале Чемпионата Польши по шахматам, заняв 14-е место. В последующие годы неоднократно участвовал в финалах турниров, достигая лучших результатов в 2005 (4-е место), 2006 (4-е место) и 2007 годах (5-е место).
В октябре 2004 года со счетом 7½ очков на 9 игр разделил первое место в международном чемпионате Баварии в Бад-Висзе, выполнив гроссмейстерскую норму. Две последующие выполнил в 2005 году в турнире по швейцарской системе Каппель-ля-Гранде во Франции и в VI индивидуальных первенствах Европы, проводимых в Варшаве. Гроссмейстерский результат показал также во время XV командного чемпионата Европы по шахматам в Гётеборге, где польская команда заняла 6-е место.
По рейтингу Эло свой рекорд поставил 1 января 2008 года – 2581 очков, заняв 10-е место среди польских шахматистов.

## Изменения рейтинга
| Графики недоступны из-за технических проблем. См. информацию на Фабрикаторе и на mediawiki.org. |